# Ladji Doucouré
Ladji Doucouré (ur. 28 marca 1983 w Juvisy-sur-Orge) – francuski lekkoatleta, specjalizujący się w biegu na 110 m przez płotki.
Ladji Doucouré, syn Malijczyka i Senegalki, wychowywał się na przedmieściach Paryża. Bardzo wcześnie zaczął uprawiać piłkę nożną. Lekkoatletyka miała być dla niego uzupełnieniem treningu, ale wkrótce poświęcił się jej całkowicie. Początkowo próbował swych sił w dziesięcioboju (zdobył w tej konkurencji złoty medal mistrzostw Europy juniorów w 2001), ale ostatecznie skoncentrował się na biegu płotkarskim na dystansie 110 m.
W 2004 pojawił się po raz pierwszy na Igrzyskach Olimpijskich już jako zdobywca tytułu mistrza Francji. W kolejnych biegach eliminacyjnych pobijał dwukrotnie rekord kraju, urastając do rangi głównego faworyta do zwycięstwa (zwłaszcza po tym jak na skutek upadku odpadł inny faworyt, Amerykanin Allen Johnson). W trakcie finału Doucouré również nie wytrzymał presji i, próbując dogonić Chińczyka Liu Xianga, przewrócił się na płotku, grzebiąc swoje szanse na niemal pewny srebrny medal.
Rok później powrócił jednak w wielkim stylu, zdobywając tytuł mistrza świata w Helsinkach w biegu na 110 m przez płotki. Wraz z kolegami z reprezentacji zdobył na tych samych mistrzostwach złoty medal w sztafecie 4 × 100 m.
Dwukrotny złoty medalista Halowych Mistrzostw Europy (Bieg na 60 m przez płotki, Madryt 2005 & Turyn 2009).
Z powodu operacji biodra przeprowadzonej w październiku 2010 Doucouré opuści sezon halowy 2011, w tym m.in. halowe mistrzostwa Europy w Paryżu.
W 2013 zdobył srebrny medal igrzysk frankofońskich.

## Rekordy życiowe
- bieg na 110 m przez płotki – 12,97 (2005) do 2014 rekord Francji
- bieg na 50 m przez płotki (hala) – 6,36 (2005) rekord Europy
- bieg na 60 m przez płotki (hala) – 7,42 (2005) do 2016 rekord Francji